# Xyloplax medusiformis
Xyloplax medusiformis é uma margarida-do-mar, membro da incomum classe de táxons marinhos pertencentes ao filo Echinodermata. Seu nome foi escolhido por causa de sua morfologia, que relembra uma medusa do filo Cnidaria. Encontra-se em profundidades abissais na  Nova Zelândia. Foi descrito pela primeira vez em 1986 por Bakes, Rowe e Clark.

## Descoberta
Espécimes de Xyloplax medusiformis foram descobertos pela primeira vez por acidente quando uma embarcação submersível estava sendo usada para coletar amostras de madeira no leito profundo no Pacífico Sul, perto da Nova Zelândia. Nove indivíduos foram descobertos em vários locais. No momento em que esses espécimes foram descobertos, os pesquisadores ficaram perplexos por causa de sua falta de afiliações a outros equinodermos. Desde então, mais membros do gênero Xyloplax foram descobertos em madeira naufragada, Xyloplax turnerae no Oceano Atlântico e nas Bahamas, e Xyloplax janetae no Oceano Pacífico central.